# Canarium intermedium
Canarium intermedium är en tvåhjärtbladig växtart som beskrevs av Herman Johannes Lam. Canarium intermedium ingår i släktet Canarium och familjen Burseraceae. Inga underarter finns listade i Catalogue of Life.